# Урсен
Урсен (фр. Ursins) — громада  в Швейцарії в кантоні Во, округ Юра-Нор-Водуа.

## Географія
Громада розташована на відстані близько 65 км на захід від Берна, 23 км на північ від Лозанни.
Урсен має площу 3,4 км², з яких на 3,3% дозволяється будівництво (житлове та будівництво доріг), 76,3% використовуються в сільськогосподарських цілях, 20,4% зайнято лісами, 0% не є продуктивними (річки, льодовики або гори).

## Демографія
2019 року в громаді мешкало 225 осіб (+9,8% порівняно з 2010 роком), іноземців було 15,6%. Густота населення становила 67 осіб/км².
За віковим діапазоном населення розподілялося таким чином: 21,3% — особи молодші 20 років, 58,7% — особи у віці 20—64 років, 20% — особи у віці 65 років та старші. Було 93 помешкань (у середньому 2,4 особи в помешканні).
Із загальної кількості 28 працюючих 16 було зайнятих в первинному секторі, 7 — в обробній промисловості, 5 — в галузі послуг.